# Несъвършена конкуренция
Несъвършената конкуренция представлява пазарна структура, при която са нарушени условията на съвършената конкуренция, която дава възможност на даден пазарен субект да влияе върху търсенето, предлагането и цената на даден продукт.
Има различни видове несъвършена конкуренция: монопол, монополистична конкуренция, олигопол, монопсон, олигопсон.
Предпоставките и причините за появата на несъвършена конкуренция са разнообразни:
- завоюване на големи пазарни дялове от малко на брой фирми, поради обективно протичащи процеси на концентрация и централизация на капитала,
- ограничен достъп до информация (обемът на производството и цената на изделието е фирмена тайна),
- наличие на бариери за влизане в даден отрасъл, резултат от икономическата политика на правителството,
- продуктова диференциация, фирмите разграничават продуктите си от тези на конкурентите.